# Бој на Иванковцу
Иванковац је брдо код Ћуприје, на десној обали Велике Мораве, на којем су се 18. августа 1805. устаници у Првом српском устанку сукобили са турском војском.

## Намера Хафиз-паше
После убиства дахија српски устаници су инсистирали да нека страна сила буде гарант њихове аутономије, што је био уступак који Порта није била вољна да пружи. У Русију је отишла делегација предвођена протом Матејом Ненадовићем да избори руску подршку. Делегацију је новембра 1804. примио министар спољних послова кнез Адам Чарторијски. Пошто је Русија сарађивала са Османским царством против Наполеона, Чарторијски је српској делегацији саветовао да уступке тражи директно од Порте.
Устаници су савез за будуће акције сада морали да траже од других хришћанских група у Босни и Херцеговини, грчких клепта и гувернера Влашке и Молдавије. Са друге стране, јаничари и одметници од султана су такође намеравали да поврате свој положај. Тако су током зиме и пролећа и даље вођене борбе у пашалуку. Султан Селим III је под притиском променио своју политику измирења са Србима и до пролећа 1805. их је почео сматрати одметницима. Стога је нишког Хафиз пашу поставио за београдског пашу. У муслиманском свету титулу Хафиз носили су само они људи који су меморисали цео Куран напамет, што је значило да се радило о преданом и религиозном османском команданту који је био цењен и поштован. Хафиз-пашина војска се крајем јула упутила из Ниша у Београдски пашалук са око 15.000 војника. Војници су се прикупили на Везировом брду код Ћуприје. Намера им је била да продуже ка Београду.
Знак разликовања српских од турских војника била је коса, јер су Срби дугу косу везивали у перчин, док су Турци бријали главе.

## Припреме
Устаници су очекивали напад на овом правцу и прикупили су се у две групе. Карађорђе је са првом групом од 4.000—5.000 устаника био је на брду Гиљ код Јагодине, на левој обали Велике Мораве. Са тог положаја могао је да брани главни правац турског наступања Ћуприја—Јагодина—Баточина—Гроцка—Београд. Другу групу од око 2.000 устаника водио је Миленко Стојковић са Петром Добрњцем. Они су били лоцирани на Иванковцу код Ћуприје, да би бранили правац турског наступања десном обалом Велике Мораве правцем Ћуприја—Иванковац—Пожаревац—Гроцка—Београд.

## Топографија терена
Терен на коме се одиграла битка је типичан брдовит за ово подручје. Битка се одиграла на подручју три брда Лудо поље на Мућавском брду, Краљево брдо и Везирово поље између којих се налазила долина са Иванковачком реком. Срби су своје снаге концентрисали на падинама Лудог поља на Мућавском брду, где су подигли један шанац и два редута, док су велики шанац и још један шанац подигли у долини Иванковачке реке испод Лудог поља и Мућавског брда. Турци су своје снаге концентрисали на друга два брда Краљевом брду и Везировом пољу одакле су у колонама коњицом и пешадијом извршили нападе на српске утврђене положаје.

## Шанчеви на Иванковцу
Топографски погодан положај за одбрану на Иванковцу, Устаници су на брзу руку, непосредно пре боја, утврдили, подигавши на месту где се налази село Иванковац два(три) шанца, утврђења са палисадима и бркљачима, а на падинама западно од шанчева, два редута.
Велики српски шанац, према казивању Илије Димитријевића из Паљана, налазио се на западној ивици данашњег Иванковца и својом осом се пружао у правцу север-југ. При томе дужа страна му је била око 200, а краћа око 70 корака. Међутим према подацима Исидора Стојановића, који је ове крајеве посетио у лето 1846. године, велики шанац је имао облик трапезоида. Дужина о основице шанца била је 38 тј 42 корака, а бочне стране, јужна и северна биле су 35, тј 23 корака.(Вероватно је Стојановић погрешио и измерио мали шанац уместо великог, који се налазио неких 50-60 корака од великог. Према сведочењу Чича Илије, који је имао 15 година када се бој одиграо, велики шанац је имао форму јајета. Педесет корака западније од другог, налазио се трећи српски шанац(редут), у коме се налазила резерва. Шанчеви су били опасани рововима, чија је ширина и дубина износила нешто око пола метра. Испред ровова налазиле су се палисаде, са шиљцима пободеним нагоре. Палисаде су наизменично достизале висину од два и пола метра тј устаници би поболи две више палисаде висине два метра са малим размаком, а између те две палисаде би поболи мању од пола метра, као пушкарницу. Током борбе борац је седео на ивици рова, са ногама у самом рову и пуцао преко ниже палисаде.
На стрмим падинама брда Шанац, између првог и трећег шанца, налазио се једно стотинак корака југо-источно од овог, и други српски редут. Редути су били квадратног облика и то, први са страницама дугим двадесет пет, а други са петнаест корака дужине. Профил редута подсећао је на профил стрељачког рова са ширином од 0,75 и дубином од 0,50 m, У предњем делу налазио се грудобран, чија је висина достизала пола, а дубина три четвртине метра.
Простор између јужног дела великог шанца и предњег редута штитила је засека начињена од забрана који се ту налазио већ од раније. Српски положаји на Иванковцу размештени су око коте 197, са фронтом окренутим ка северу, односно према Везировом брду. Положаји су покривали површину од неких 150 до 200 хектара, а запоседнути су била са око 2.000 до 2.500 војника.
Пре битке на фронту широком 15 километара, а дубоком 4 километара, Срби су распоредили своје снаге. Војску су сачињавали одреди Петра Добрњца, Миленка Стојковића и Стојана Козара. Ове три групације, сачињавале су основу српских положаја на десној обали Мораве. Као појачање уз њих су се налазили одреди Илије Стојишића, који је командовао Хомољцима, затим горње-ресавски одред Паула Матејића и одреди Црноречана, под командом Милисава Црноречанина. Као резерва био је и Стеван Синђелић са својим Ресавцима. Задатак ове групације био је затварање правца, којим се преко Ресаве и Поморавља могло да избије на Смедерево, а одатле у Београд. Међутим одмах се поставило питање, могу ли овако раштркани на веома широком фронту, српски одреди бранити све евентуалне правце турских напада. Страховало се да ће Турци бити у могућности да се пробију и опколе поједине делове српских одреда, што би их и разјединило и учинило лакшим за ликвидацију. Такође се узимало у обзир да су Турци боље опремљени и бројчано надмоћнији.
Сматрајући први правац опаснијим, јер је водио кроз Шумадију, која је била снажно обухваћена устанком, Хафис-паша је одлучио да напада преко Иванковца. Топографски положај погодан за одбрану на Иванковцу устаници су два дана пред битку, на предлог Петра Добрњца на брзину утврдили, подизањем три шанац са палисадама. На падинама западно од шанчева била су два редута.
Пре битке Хафиз паша се надао да ће Миленка Стојковића и устанике да приволи да га пропусте, тако што ће их подмитити. Он шаље три Турчина Миленку предвођених Смаи-агом Бањским, који му говоре да ако се уклони и пропусти Хафизову војску да преко пожаревачке нахије стигне до Београда, да ће Хафиз паша писати цару да пошаље берате и фермане да Миленко постане највећи кнез у пашалуку. Миленко им тада одговара:„Када је Афиз са царским ферманом, нека иде царским друмом, преко Мораве, Јагодине и даље у Београд, куда су везири до сад од Косова ишли. А што ми берате и кнештво паша обећава, знајте да ја више волим над овим крајем комендант бити, него бератом над свим пашалуком кнез бити. А Афизу преко пожаревачке не дам проћи.”
Турци му тада одговарају:„Миленко у тебе је мало војске, а у Афиза силна је војска, он ће и на зор проћи.” Миленко им тада одговара:„Може преко моје и моји војника мртви глава, али док један жив траје, проћи му овуда не дам. А Бог праведној страни помаже.Таки и последњи одговор и селам однесите Афизу. Више нема разговора.”
Добивши Миленков одговор Хафис-паша је 18. августа ујутро напао устанике. Хафиз-пашина војска је била сакупљена у рејону Ниша. Турска војска није располагала топовима. Главнина турских снага запосела је положаје на Везировом брду. У исто време, две турске колоне заобишле су Иванковац са истока и запада и запоселе Супску и Сењ. Ударом са Везировог брда Супске и Сења Хафиз-паша је рачунао да ће ако ништа, барем потиснути Србе и отворити својој војсци пут до Београда. У освит зоре, 6. августа 1805- извршен је напад на српске положаје. У напад је прва кренула коњица. У сусрет им је из шанца кренула шест српских коњаника. У исто време од Турака издвојила се група да подели мегдан на Краљевом пољу. Мегдан је трајао док турски коњаници нису дошли у домет српских пушака. У том маху из шанца изађоше пешаци и опалише један плотун а потом се вратише у шанац. Док је једна колона Турака нападала шанац, друга је покушавала да се преко редута пробије до истог. После краћег пушкарања посада предњег редута се повукла у задњи. Бесним нападима турске коњице на редуте и шанчеве, касније се придружила и турска пешадија у нападу на мањи шанац. Тек предвече су Турци успели да освоје мањи шанац, кад се посада шанца повукла у већи шанац.
Поједине турске хатлије јуришале су уз стрме стране овог виса. Ускакали су у шанац. Пиштоље избаце и онда се маше ножа, кога су у зубима носили. После једног сата клали су се Турци и Срби међу собом у опкопу и он паде Турцима у руке.— 
Пошто су Срби напустили први редут, Турци су напали други, којим је командовао Кара-Стева из Прова. Кара Стеван је у боју, у ком је убио пуно Турака задобио 19 рана. Потом је отишао у велики шанац и рекао Србима:„Дајте ми 'ата,да идем да им се осветим.” Миленко Стојковић је забранио да му дају коња и наредио да га однесу кући где је од рана умро. Тек после једног часа је српска посада морала да напусти и овај редут у коме је изгинуло 40 Срба. Тада су Турци преузели напад на велики шанац. Падине Лудог брда, које се уздизало северо-западно од шанца су отежавале турској коњици да искористе пун потенцијал. Нападе са источне стране онемогућавало је корито Иванковачке реке (река Миросава), а са јужне стране коњицу је у нападу онемогућавао густ шљивар. У току дана Турци су извршили двадесет напада на српске положаје, али су сви били одбијени. Појава српске војске на Лудом брду, учинила је рањивим леви турски бок. Турци су под окриљем ноћи напустили Иванковац, чиме су борбе завршене. Ускоро је дошао у помоћ вожд Карађорђе, и придружио се Стојковићу на положајима изнад Параћина. Турци су устанике нападали 20. августа још три пута и били су успешно одбијени, због тога се Хафиз-паша повукао према Параћину. Оставио је устаницима богат ратни плен.

## Убиство Хафиз-паше
Поједини историјски извори наводе необичне околности рањавања и потоње смрти турског команданта Хафиз-паше. Наиме, централну улогу у овом чину игра извесни писар у српској војсци, Стеван Стевановић- Стева. Карађорђе је ноћу ископао шанчеве на брду изнад Параћина и поставио топове. У току ноћи Стеван Стевановић, писар у војсци дошао је пијан и разгледао топове. Потом се обрати речима Карађорђу: „Чујеш господару, да избацим ја један топ на Турке.” Карађорђе му је одвратио речима: „Остави се спрдње, Бога ти.” „Молим ти се господару, само да погодим у онај конак.” „Зар да убијеш пашу”, одговори Карађорђе у шали. „Па да га убијем,” одговори Стеван. Карађорђе је тада збио шалу речима да, ако убије пашу, деца ће му помрети од босотиње и грознице, јер неће имати ко да им купи патице. Стеван је тада то потврдио речима: „Баш, ако ће, него да ми допусти среће твоје.” Карађорђе коме је тада досадило, рече Стевану да одлази. Тада се умешао Јанко Катић, речима: „Господару, човек те закле у срећу, подај му шта ти иште, ако ништа, барем ће узнемирити Турке.” Карађорђе тад уста са лафета топа и рече му: „Е па удри кад си толико навалио.” Пошто је добио дозволу од Карађорђа, он је испалио једно ђуле из топа, погодивши Хафиз-пашин конак са речима:„Видите ја убих пашу.” „Куд ће његове сироте”, одговори му Карађорђе. Хитац се потом сручио на ногу турског команданта, тешко га ранивши. Сутрадан је Карађорђу дошла делегација Параћинских Турака и Срба, 3 Србина и 4 Турчина. Карађорђе их прими речима: „Којекуде, а камо Турци.” „Бег Ђорђија, вала нијеси толики јунак, колико ти даје Бог”, одговори му најстарији Турчин. „Вала нека је богу”, узврати му Карађорђе. Турчин му тада објасни да када је Хафиз паша дошао са оноликом војском, у Параћину су мислили да нема цара који га може зауставити, а камоли сирома Миленко. После боја је паша на окупу у конаку рекао:„Вала нас Миленко осрамоти, вала нека, ено је дошао и онај Црни Пас, зато сутра да ударимо, само једну кубуру да избацимо, па да се ватамо за сабље”. Турчин му тада објасни да је пало ђуле, да су сви устукнули и повикали Медет. Турци му тада признаше предају само у образ да им не дира, а Карађорђе им рече да он неће прећи границу пашалука у Параћин, него само да изнесу тезге са одећом и храном, јер се војска подрала у току боја. Хафиз-паша је преминуо на путу до Ниша. Интересантан је податак да и турски извори наводе како је конак изненада погодило ђуле, натеравши пашу на повлачење према Нишу.
Једни извори наводе да су сутрадан устаници гонили пашину војску преко Параћина до границе пашалука, а затим се вратили на Иванковац. Други, пак, наводе преговоре Карађорђа са делегацијом параћинских Турака, што је осигурало да устаници одустану од напада на овај град, јер је он припадао Лесковачкој нахији и није био у саставу Београдског пашалука.

## Последице
Бој на Иванковцу је био први сукоб устаника са турском царском војском. До тада су се борили само са војском узурпатора власти, дахија. Ова победа је имала велики морални одјек у целом пашалуку и ојачала самопоуздање устаника и допринела успесима у борбама за ослобођење од турске власти. У другој половини 20. века на месту битке изграђено је спомен обележје.
На месту битке, где је подигнут споменик постоје још увек делимично очувани палисади од шанчева на Иванковцу.

## Занимљивости
- Поред легенде о писару Стеви који је топом убио Хафиз-пашу, у току боја забележено је доста занимљивих појединости. Један од искуснијих војника Нестор послат је пре боја да обавести Карађорђа и затражи помоћ. Он је ноћу кроз табор турске војске ради сигурности прошао на четири ноге, глумећи прасе. Поред Нестора забележено је још доста интересантних појединаца учесника боја, као што је Кара Стеван који је погинуо од 19 задобијених рана, затим баба Милица која је бринула рањенике у шанцу током битке и давала борцима пиће, као и Милош бећар који је посекао турског коњаника и Бимбаша Милован, који је спречио Петра Добрњца и Миленка Стојковића да оду са бојног поља у одсудном моменту.
- Српска академија наука и уметности је 1979. године објавила књигу „Бој на Иванковцу 1805”, од групе аутора, коју је уредио академик Васе Чубриловић. У књизи се налазе детаљни описи битке и устаничких шанчева, сведочења учесника, мапа битке и илустрација пресека устаничких шанчева.
- Радио Телевизија Србије је 1995-те године, на 90 годишњицу битке снимила драмски приказ битке на месту битке.
- Битка је обрађена у играно документарној серији Трагом Карађорђа у виду анимације са приказом шанчева и редута.
- Постоје Шанчеви из Првог српског устанка на Иванковцу.